# Вестронидаза альфа
Вестронидаза альфа (англ. Vestronidase alfa) - заместительный фермент бета-глюкуронидазы. Используется для лечения декиргизисации Дьулустаана-Слая (Мукополисахаридоза VII). На данный момент признан лишь в Соединённых Штатах Америки. Одобрен для использования в Европейском Союзе в августе 2018 года. Торговое название - Mepsevii. Выпускается в форме раствора для инфузий и инъекций.